# 1-й Троицкий переулок
Пе́рвый Тро́ицкий переу́лок — улица в центре Москвы в Мещанском районе Центрального административного округа от 2-й Троицкого до Лаврского переулка.

## История
Название переулка так же как и Троицкой улицы дано по храму Живоначальной Троицы, что в Троицкой слободе, который известен с XVI века. Троицкая слобода находилась с XVII века на землях, принадлежавших Троице-Сергиеву монастырю.

## Расположение
1-й Троицкий переулок начинается от 2-го Троицкого у Троицкого подворья и проходит на север параллельно Олимпийскому проспекту до Лаврского переулка напротив знаменитого театра зверей «Уголок дедушки Дурова».

## Учреждения и организации
- Дом 12/2, строение 4 — Нефтехиминформатика.

## См.также
- Троицкая улица